# Petrosedum pruinatum
Petrosedum pruinatum är en fetbladsväxtart som först beskrevs av Felix de Silva Avellar Brotero, och fick sitt nu gällande namn av V. Grulich. Petrosedum pruinatum ingår i släktet Petrosedum och familjen fetbladsväxter. Inga underarter finns listade i Catalogue of Life.